# مارتن روزين
مارتن روزين (بالإنجليزية: Martin Rosen)‏ هو منتج أفلام وكاتب سيناريو ومخرج أمريكي، ولد في القرن العشرين.

## وصلات خارجية
- مارتن روزين على موقع IMDb (الإنجليزية)
- مارتن روزين على موقع ألو سيني (الفرنسية)
- مارتن روزين على موقع أول موفي (الإنجليزية)
- مارتن روزين على موقع قاعدة بيانات الأفلام السويدية (السويدية)
- مارتن روزين على موقع قاعدة بيانات الفيلم (الإنجليزية)
- مارتن روزين على موقع كينوبويسك (الروسية)